# Gemma Geis
Gemma Geis i Carreras (Gerona, 1979) es una abogada, profesora universitaria y política española de Junts. Vicerrectora de la Universidad de Gerona del 2013 al 2017. Es doctora en derecho y especialista en Derecho administrativo.
En las Elecciones al Parlamento de Cataluña de 2017 fue la cabeza de lista por Gerona en la candidatura Juntos por Cataluña, y fue elegida diputada en la XII legislatura del Parlamento de Cataluña.